# Simulium crassifilum
Simulium crassifilum är en tvåvingeart som beskrevs av Rubtsov 1947. Simulium crassifilum ingår i släktet Simulium och familjen knott.
Artens utbredningsområde är Tadzjikistan. Inga underarter finns listade i Catalogue of Life.